# 91–115 Hope Street

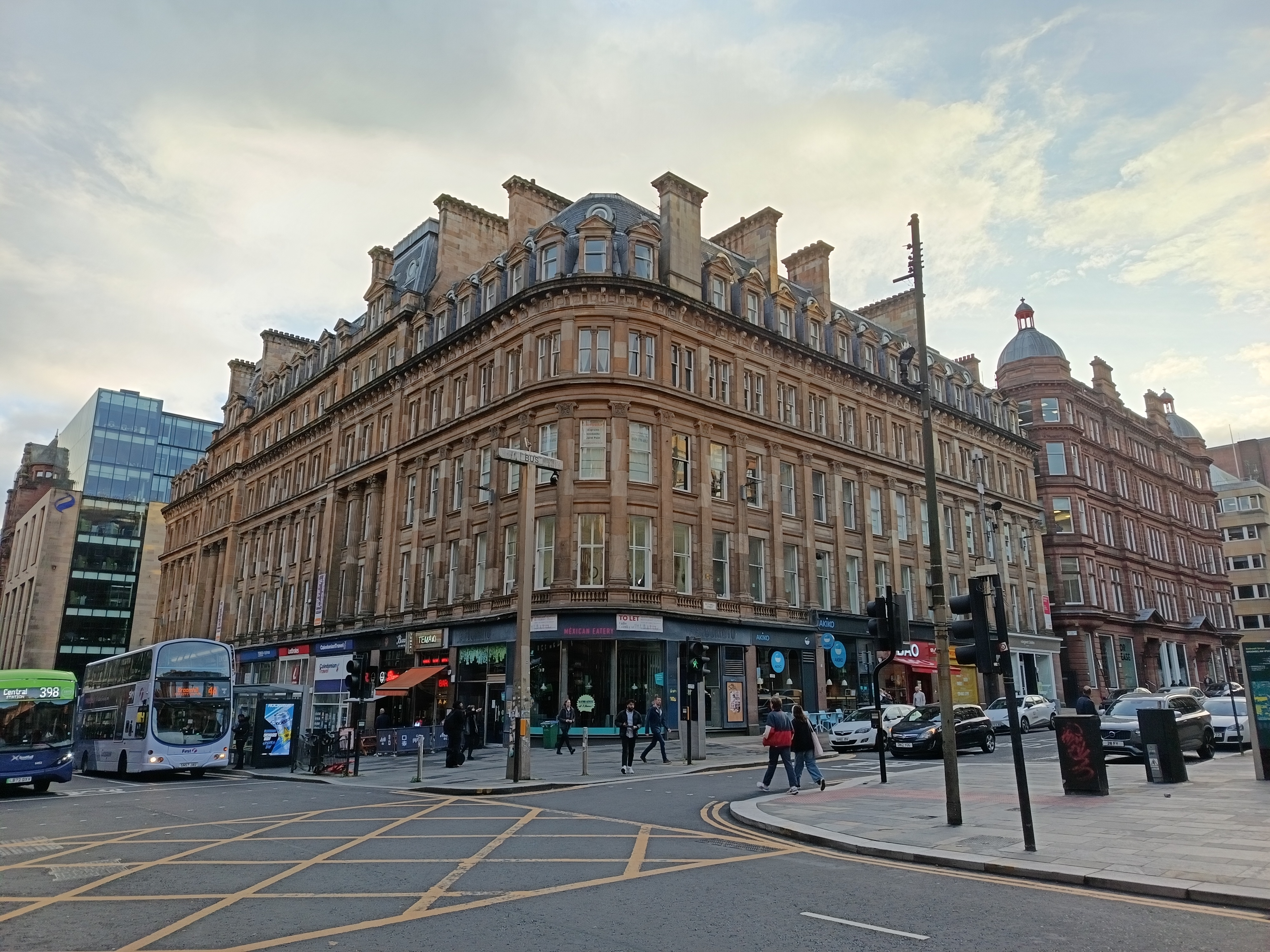
91–115 Hope Street

Unter der Adresse 91–115 Hope Street in der schottischen Stadt Glasgow befindet sich das ehemalige Blythswoodholm Hotel. 1970 wurde das Bauwerk als Einzeldenkmal in die schottischen Denkmallisten zunächst in der Kategorie B aufgenommen. Die Hochstufung in die höchste Denkmalkategorie A erfolgte 1988.

## Geschichte
Einen ersten Entwurf erstellten Peddie & Kinnear 1876 für die Scottish Lands and Buildings Company. Nach Baubeginn wurde der Entwurf für die Blythswoodholm Building Company abgeändert. Das Gebäude wurde 1877 fertiggestellt. Ursprünglich als Hotel errichtet, wurde dasselbe Architekturbüro 1890 mit der Umgestaltung zu einem Geschäftsgebäude beauftragt.

## Beschreibung
Es handelt sich um das Eckhaus an der Einmündung der Victoria Street in die Hope Street im Glasgower Zentrum. Gegenüber erstreckt sich der Bahnhof Glasgow Central. Das klassizistische Gebäude ist mit griechischen Details ausgestaltet. In fallendes Gelände gebaut, ist das Gebäude sechs- bis achtstöckig und verfügt teilweise über ein Mezzanin.
Die Hauptfassade entlang der Hope Street ist 23 Achsen weit, die im Schema 5–3–7–3–5 angeordnet sind. Die Ladengeschäfte im Erdgeschoss sind modern. Oberhalb der flächigen Schaufenster verläuft teils eine flache Pilastrade. An den beiden drei Achsen weiten Abschnitten gliedern kolossale korinthische Säulen die Fassade, während an den übrigen Abschnitten korinthische Pilaster zu finden sind. Eine Steinbalustrade auf dem Gesimse verbindet die Pilaster. Oberhalb der Zwillingsfenster im dritten Obergeschoss ruht das Hauptgesims auf Konsolen. Darüber treten mit Pilastern verzierte Dachgauben heraus. Das darüberliegende Mansardgeschoss ist mit Schiefer verkleidet.
Die Fassade entlang der Waterloo Street ist analog ausgestaltet. Die drei Achsen weite Gebäudekante ist abgerundet.